# Tànkove (Bakhtxissarai)
|  | Per a altres significats, vegeu «Tànkove». |

Tànkove (en (ucraïnès): Танкове, en rus: Танковое) és un poble de la República Autònoma de Crimea a Ucraïna, que el 2014 tenia 1.639 habitants. Pertany al districte de Bakhtxissarai. Fins al 1945 la vila es deia Biiük-Siurén.